# Adam Robelin
Pour les articles homonymes, voir Robelin.
Adam Robelin (15?? - 1649) est un architecte et maître maçon parisien.
Il appartient à une famille de maîtres maçons parisiens dont on connaît Jonas Robelin, Marc Robelin, Jacques Robelin, Pierre Robelin, actifs sous Henri IV et Louis XIII. Il était le fils de Jonas Robelin et d'Alix Boullet, fille du maître maçon parisien Martin Boullet. Jacques est son frère, , Marc et Pierre, peut-être.
Après la mort de son père, Jonas Robelin, sa mère Alix Boullet, va gérer la fin des chantiers de son mari et le solde des comptes. Les Robelin et les Boullet vont se rapprocher pour la gestion de leurs chantiers.
En 1636, il signe une procuration avec les autres héritiers de Jacques Boullet pour les travaux du pont-Neuf de Toulouse.
Il est le maître maçon, avec son frère Jacques, pour la construction de l'hôtel d'Effiat en 1636, rue Vieille-du-Temple, à Paris (détruit en 1882), à la clôture de Saint-Antoine-des-Champs, en 1637. Il construit l'hôtel de Sourdéac, rue Garancière, avec son frère Jacques, en 1646.
Adam et Jacques Robelin interviennent pour la construction d'une maison rue Montmartre, en 1645, rue Saint-Jacques, en 1648.
Il meurt début juillet 1649.